# Angka hexops
Angka hexops är en spindelart som beskrevs av Raven och Peter J. Schwendinger 1995. Angka hexops ingår i släktet Angka och familjen Cyrtaucheniidae.
Artens utbredningsområde är Thailand. Inga underarter finns listade i Catalogue of Life.